# Trigonidium aurorae
Trigonidium aurorae är en orkidéart som beskrevs av David Edward Bennett och Eric Alston Christenson. Trigonidium aurorae ingår i släktet Trigonidium och familjen orkidéer. Inga underarter finns listade i Catalogue of Life.